# Parachaetodon ocellatus
Parachaetodon ocellatus là loài cá biển duy nhất thuộc chi Parachaetodon trong họ Cá bướm. Loài này được mô tả lần đầu tiên vào năm 1831.

## Từ nguyên
Tiền tố pará (Latinh hóa từ παρά trong tiếng Hy Lạp cổ đại) trong từ parachaetodon có nghĩa là "giống", đề cập đến sự tương đồng của loài cá này với chi Chaetodon. Còn tính từ định danh ocellatus trong tiếng Latinh có nghĩa là "có đốm lớn như mắt", hàm ý có lẽ đề cập đến đốm đen ở trên vây lưng (hoặc vệt nâu trên cuống đuôi) ở loài cá này.

## Phạm vi phân bố và môi trường sống
Từ Ấn Độ và Sri Lanka, phạm vi của P. ocellatus mở rộng về phía đông, băng qua vùng biển các nước Đông Nam Á đến Fiji, ngược lên phía bắc tới quần đảo Ryukyu và quần đảo Ogasawara (Nhật Bản), xa về phía nam đến rạn san hô Great Barrier và Úc.
Ở Việt Nam, P. ocellatus được ghi nhận tại các đảo đá ngoài khơi Bình Thuận, vịnh Nha Trang (Khánh Hòa), cù lao Chàm (Quảng Nam) và quần đảo Hoàng Sa. P. ocellatus được xếp vào danh sách Loài có nguy cơ tuyệt chủng lớn (VU) ở Việt Nam.
P. ocellatus sống trên các rạn viền bờ, nơi có nền cát phẳng hoặc bùn và có nhiều hải miên (bọt biển) sinh sống ở độ sâu khoảng 3–95 m; cá con có thể sống trong thảm cỏ biển ở đầm phá.

## Mô tả
Chiều dài lớn nhất được ghi nhận ở P. ocellatus là 18 cm. P. ocellatus có màu trắng với các bốn sọc màu cam đến nâu ở hai bên thân, trong đó dải đầu tiên băng qua mắt và có viền đen. Một dải cùng màu nhưng mờ hơn ở phía sau của vây lưng và vây hậu môn. Cuống đuôi có một vệt nâu sẫm được viền trắng. Vây lưng có hình tam giác nhô cao. P. ocellatus có một đốm đen lớn ở trên lưng, ngay vị trí của dải sọc thứ tư. Vây đuôi trong mờ.
Số gai ở vây lưng: 6–7; Số tia vây ở vây lưng: 28–30; Số gai ở vây hậu môn: 3; Số tia vây ở vây hậu môn: 18–20; Số tia vây ở vây ngực: 14–15; Số gai ở vây bụng: 1; Số tia vây ở vây bụng: 5; Số vảy đường bên: 39–46.

## Sinh thái học
Thức ăn của P. ocellatus là các loài thủy sinh không xương sống nhỏ và cả bọt biển. P. ocellatus trưởng thành thường sống theo cặp, có khi hợp thành đàn ở vùng nước sâu.
P. ocellatus hầu như không được thu thập trong ngành thương mại cá cảnh, và chúng cũng khó sống được trong bể cá.